# Uloborus bispiralis
Uloborus bispiralis es una especie de araña araneomorfa del género Uloborus, familia Uloboridae. Fue descrita científicamente por Opell, in Lubin et al. en 1982.
Habita en Nueva Guinea.